# عمر دیوپ
عمر دیوپ (انگلیسی: Oumar Diop؛ زادهٔ ۱۲ نوامبر ۱۹۹۲) بازیکن فوتبال اهل گینه است.
از باشگاه‌هایی که در آن بازی کرده است می‌توان به باشگاه فوتبال قنیطره و باشگاه فوتبال الرجا کازابلانکا اشاره کرد.
وی همچنین در تیم ملی فوتبال گینه بازی کرده است.